# نبرد نانچانگ

نقشه استان جیانگشی در چین.

نبرد نانچانگ (چینی ساده‌شده: 南昌会战; چینی سنتی: 南昌會戰) یک کارزار نظامی پیرامون نانچانگ، جیانگشی بود که بین ارتش انقلابی ملی و نیروی زمینی امپراتوری ژاپن در جنگ دوم چین و ژاپن انجام شد. این اولین درگیری بزرگ بود که به دنبال نبرد ووهان رخ داد.